# هکلر و کخ ام‌پی۵

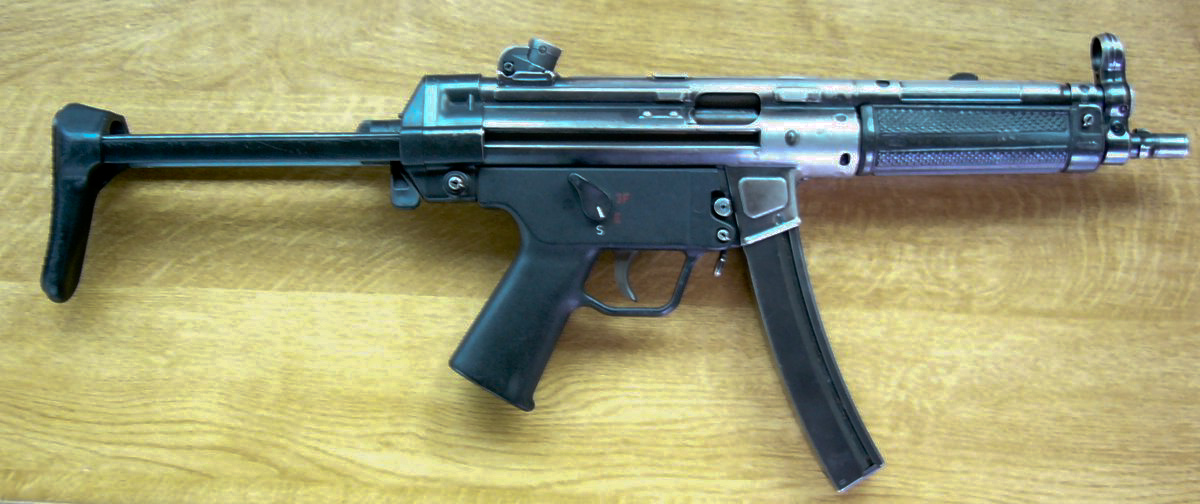
ام‌پی۵ مدل آ۳ با قنداق کشویی ساخت ۱۹۷۶

ام‌پی۵ (MP5) مسلسل دستی ۹ میلی‌متری ساخت کارخانهٔ هکلر و کخ آلمان است. ام‌پی۵ مخفف عبارت آلمانی Maschinenpistole ۵ به معنای «مسلسل دستی مدل ۵» است. ام‌پی۵ در کنار یوزی، از مسلسل‌هایی است که بیشترین فروش را در سراسر جهان داشته‌است.
این سلاح شباهت‌هایی به تفنگ جنگی معروف ساخت هکلر و کخ یعنی ژ۳ دارد و تولید آن از سال ۱۹۶۶ در این کارخانهٔ ساخت سلاح‌های سبک آغاز شد. ام‌پی۵ علاوه بر آلمان در کشورهای دیگری همچون ایران، یونان، ترکیه، عربستان سعودی، بریتانیا، سودان و مکزیک نیز تحت لیسانس هکلر و کخ تولید شده یا می‌شود.
این جنگ‌افزار در دههٔ ۱۹۶۰ طراحی شده‌است و تا امروز در خدمت نیروهای مسلح آلمان و کشورهای دیگر دنیا است. ام‌پی۵ یکی از پرکاربردترین تفنگ‌های امروز جهان است. در دههٔ ۱۹۹۰ هکلر و کخ، طرح به‌روزشدهٔ ام‌پی۵ یعنی یو ام پی را روانهٔ بازار ساخت، اگرچه امروز هنوز هردوی این تفنگ‌ها تولید می‌شوند.

## به‌کارگیرندگان
- آرژانتین
- آفریقای جنوبی
- آلبانی
- آلمان
- اتریش
- اردن
- اروگوئه
- اسپانیا
- استرالیا
- استونی
- اسلواکی
- السالوادور
- امارات متحده عربی
- اندونزی
- ایالات متحده آمریکا
- ایتالیا
- ایران
- جمهوری ایرلند
- بحرین
- برزیل
- بریتانیا
- بلژیک
- بلغارستان
- بنگلادش
- پاکستان
- پرتغال
- تایلند
- تایوان
- ترکیه
- جامائیکا
- جمهوری چک
- چین
- دانمارک
- رومانی
- زامبیا
- نیوزیلند
- ژاپن
- سری‌لانکا
- سنگاپور
- سوئد
- سودان
- شیلی
- صربستان
- عراق
- عربستان سعودی
- غنا
- فرانسه
- فنلاند
- فیلیپین
- قطر
- کاستاریکا
- کامرون
- کانادا
- کرواسی
- کنیا
- گرجستان
- جمهوری کنگو
- لوکزامبورگ
- لهستان
- لیتوانی
- مالت
- مالزی
- مکزیک
- موریس
- نیجر
- نیجریه
- واتیکان
- هلند
- هند
- هندوراس
- هنگ کنگ
- یونان